# 306
Évszázadok: 3. század – 4. század – 5. század
Évtizedek: 250-es évek – 260-as évek – 270-es évek – 280-as évek – 290-es évek – 300-as évek – 310-es évek – 320-as évek – 330-as évek – 340-es évek – 350-es évek
Évek: 301 – 302 – 303 – 304 –  305 – 306 – 307 – 308 – 309 – 310 – 311

## Események

### Római Birodalom
- Constantius Chlorus és Galerius császárokat választják consulnak.
- A piktek ellen hadjáratot vezető Constantius Chlorus július 25-én meghal a britanniai Eboracumban (ma York). Csapatai fiát, Constantinust kiáltják ki császárrá.
- Galerius császár, aki korábban Constantinus megkerülésével saját embereit neveztette ki caesari (trónörökösi) pozícióba, a bizonytalan kimenetelű polgárháború elkerülése érdekében elfogadja a döntést, de a tetrarchia szabályainak értelmében az addigi caesar, Severus kapja meg Constantius Chlorus császári pozícióját, Constantinust pedig caesarrá nevezi ki és működési területül odaadja neki Britanniát, Galliát és Hispániát.
- Constantinus befejezi a piktek elleni háborút, majd Augusta Treverorumban (Trier) rendezi be székhelyét.
- A frankok a vezetőváltás körülötti bizonytalanságot kihasználva a Rajnán át betörnek Galliába.
- Rómában felkelés tör ki a fejadó bevezetése és a praetoriánus gárda felszámolása miatt. Maxentius (az előző évben lemondott Maximianus császár fia, aki semmilyen pozíciót sem kapott és kisemmizettnek érezte magát) október 28-án a felkelés élére áll és császárrá kiáltja ki magát. Róma, Dél-Itália, Szicília és az észak-afrikai provinciák elismerik őt uralkodóként. Galerius ezúttal már nem törekszik kompromisszumra és katonailag lép fel Maxentius ellen.
- Rómában elkészülnek Diocletianus termái.
- Galerius Thessalonicában egy rotundával egészíti ki a diadalívét, amelyet a saját mauzóleumának szán.

### Kína
- Az uralkodói családhoz tartozó Sze-ma Jüe fellázad, elűzi Sze-ma Jung régenst és maga veszi át a széthullás szélére került ország kormányzását.

## Születések
- Szíriai Szent Efrém, keresztény teológus

## Halálozások
- július 25. – Constantius Chlorus, római császár
- Theodórosz Térón, keresztény vértanú
- Adrianosz és Natalia, keresztény vértanúk
- Demetriosz, keresztény vértanú

## Fordítás
- Ez a szócikk részben vagy egészben  a(z)   306 című angol Wikipédia-szócikk ezen változatának fordításán alapul.  Az eredeti cikk szerkesztőit annak laptörténete sorolja fel. Ez a jelzés csupán a megfogalmazás eredetét és a szerzői jogokat jelzi, nem szolgál a cikkben szereplő információk forrásmegjelöléseként.